# Ana Rosa
Ana Rosa Guy Galego (Promissão, São Paulo, Brazil,ngày 18 tháng 6 năm 1942) là một nữ diễn viên người Brazil.

## Tiểu sử
Ana Rosa được sinh ra tại Rạp xiếc New Horizon ở thành phố Promissão, São Paulo. Rạp xiếc này thuộc về Đại úy Pepper Juvenal, ông nội của anh, và là nơi sinh ra trải nghiệm nghệ thuật đầu tiên của anh: ngày thứ mười lăm của cuộc đời, cô bé Ana Rosa được đưa lên sân khấu trong buổi trình bày cảnh tượng sân khấu "The world does not want me", trong đó đại diện cho một em bé sơ sinh bị bỏ rơi. Từ đó, theo bước chân của gia đình và bốn tuổi, đã đóng vai nhân vật của cô với những dòng đầu tiên. Năm chín tuổi, cũng có hoạt động trong nhà hát, nữ diễn viên cũng làm việc hình thang và số trên dây.
Năm 1958, anh gặp nam diễn viên Dedé Santana, người đã trở thành người chồng đầu tiên và là cha của hai đứa con đầu lòng của cô. Với Dede, lưu diễn như một vũ công làm việc với Tạp chí Xiếc Hoàng gia. Năm 1960, Ana Rosa Santana và Dede Dawn đã mở TV, ở Brasília. Vào thời điểm đó, xuất hiện cùng nhau, các hành động xiếc sống và nhiều chương trình truyền hình khác nhau. Sau một năm, được đưa đến São Paulo, nơi Mauritius, đứa con đầu lòng của cặp vợ chồng, chết vì bệnh bạch cầu vào ngày 14 tháng 2 năm 1961. Cùng năm đó, cô và Ana Dede ly thân và đến Santos, nơi anh trở lại làm xiếc. Nhiều tháng sau, hai vợ chồng nối lại và vào tháng 4 năm 1962, con gái đầu lòng của ông, Maria Leone, hiện 45 tuổi. Một thời gian sau hai vợ chồng ly thân cho tốt. Ana Rosa có tổng cộng tám người con.
Cũng trong những năm 1960, Ana Rosa làm việc hoặc tái hiện với những cái tên như J. Maia, Fernando D'Avilla, Guinter Americo & Cole, Augusto Cesar Vanucci.